# Madagascar: A Little Wild
Madagascar: A Little Wild (Nederlands: Madagascar: Een Beetje Wild) is een Amerikaanse computeranimatieserie, geproduceerd door DreamWorks Animation Television. De serie is onderdeel van de Madagascar-franchise en ging op 7 september 2020 in première op Hulu en Peacock. Het eindigde met zijn achtste en laatste seizoen op 30 juni 2022.

## Verhaal
In de serie, die een prequel is op de film uit 2005, zien we Alex de leeuw, Marty de zebra, Gloria het nijlpaard en Melman de giraf die als kinderen in een reddingshabitat in de Central Park Zoo verblijven.

## Stemverdeling
| Acteur               | Personage       | Opmerkingen           |
| -------------------- | --------------- | --------------------- |
| Tucker Chandler      | Alex            | de leeuw              |
| Amir O'Neil          | Marty           | de zebra              |
| Luke Lowe            | Melman          | de giraffe            |
| Shaylin Becton       | Gloria          | het nijlpaard         |
| Eric Petersen        | Ant'ney         | de duif               |
| Candace Kozak        | Pickles en Dave | de chimpansees        |
| Jasmine Gatewood     | Kate            | de dierenverzorger    |
| Eric Lopez           | Carlos          | een andere medewerker |
| Da'Vine Joy Randolph | Ranger Hoof     | het paard             |
| Myrna Velasco        | Lucia           | de luiaard            |
| Grace Lu             | Lala            | het kikkervisje       |
| Charlie Adler        | Murray          | een oud getrouwd stel |
| Johanna Stein        | Millie          | een oud getrouwd stel |

## Afleveringen
| Seizoen | Afleveringen | Originele uitzenddatum |
| ------- | ------------ | ---------------------- |
| 1       | 7            | 7 september 2020       |
| 2       | 6            | 11 december 2020       |
| 3       | 7            | 27 mei 2021            |
| 4       | 6            | 6 augustus 2021        |
| 5       | 7            | 11 november 2021       |
| 6       | 6            | 13 januari 2022        |
| 7       | 6            | 4 april 2022           |
| 8       | 7            | 30 juni 2022           |